# A Light for Attracting Attention
A Light for Attracting Attention — дебютный студийный альбом группы английской рок-группы The Smile, выпущенный 13 мая 2022 года для цифрового скачивания и стриминга. Выпуск альбома на физических носителях состоялся 17 июня того же года.

## Отзывы критиков
| Совокупная оценка | Совокупная оценка |
| Источник          | Оценка            |
| ----------------- | ----------------- |
| AnyDecentMusic?   | 8.3/10            |
| Metacritic        | 86/100            |
| Оценки критиков   |                   |
| Источник          | Оценка            |
| AllMusic          | [ 3 ]             |
| DIY               | [ 4 ]             |
| Exclaim!          | 8/10              |
| The Guardian      | [ 6 ]             |
| The Irish Times   | [ 7 ]             |
| MusicOMH          | [ 8 ]             |
| NME               | [ 9 ]             |
| Paste             | 8.3/10            |
| Pitchfork         | 8.6/10            |
| Rolling Stone     | [ 12 ]            |

A Light for Attracting Attention собрал в целом положительный отзывы от музыкальных критиков. На Metacritic альбом получил 86 баллов из 100. Pitchfork назвал A Light for Attracting Attention «лучшей новой музыкой», а критик Райан Домбал (англ. Ryan Dombal) написал, что это «одновременно и безошибочно лучший альбом стороннего проекта Radiohead».

## Список композиций
| №                   | Название                                  | Длительность |
| ------------------- | ----------------------------------------- | ------------ |
| 1.                  | «The Same»                                | 4:19         |
| 2.                  | «The Opposite»                            | 3:06         |
| 3.                  | «You Will Never Work in Television Again» | 2:48         |
| 4.                  | «Pana-vision»                             | 4:08         |
| 5.                  | «The Smoke»                               | 3:39         |
| 6.                  | «Speech Bubbles»                          | 4:16         |
| 7.                  | «Thin Thing»                              | 4:30         |
| 8.                  | «Open the Floodgates»                     | 4:29         |
| 9.                  | «Free in the Knowledge»                   | 4:12         |
| 10.                 | «A Hairdryer»                             | 5:17         |
| 11.                 | «Waving a White Flag»                     | 3:47         |
| 12.                 | «We Don't Know What Tomorrow Brings»      | 3:16         |
| 13.                 | «Skrting on the Surface»                  | 5:31         |
| Общая длительность: | Общая длительность:                       | 53:18        |

## Участники записи
The Smile
- Том Йорк – вокал, гитара
- Джонни Гринвуд – гитара, бас-гитара
- Том Скиннер – барабаны

Дополнительный персонал
- Лондонский Оркестр Современной Музыки[англ.]
  - Хью Брант – инструментовка
  - Элойса-Флёр Том – скрипка
  - Алессандро Руиси – скрипка
  - Зара Беньюнес – скрипка
  - Софи Метер – скрипка
  - Агата Дараскейт – скрипка
  - Шарлотт Боннетон – скрипка
  - Зои Мэттьюс – виола
  - Клифтон Харрисон – виола
  - Оливер Коатес – виолончель
  - Макс Руиси – виолончель
  - Клэр О’Коннелл – виолончель
- Джейсон Ярд – саксофон
- Роберт Стиллман – саксофон
- Челси Кармайкл – флейта
- Натаниел Кросс – тромбон
- Байрон Уоллен – труба
- Теон Кросс – туба
- Том Херберт – контрабас
- Дэйв Браун – контрабас

Продюсирование
- Найджел Годрич
- Боб Людвиг – мастеринг

Обложка альбома
- Том Йорк
- Стэнли Донвуд